# Oreocharis benthamii
Oreocharis benthamii là một loài thực vật có hoa trong họ Tai voi. Loài này được C.B. Clarke mô tả khoa học đầu tiên năm 1883.